# Quilmes (povo)

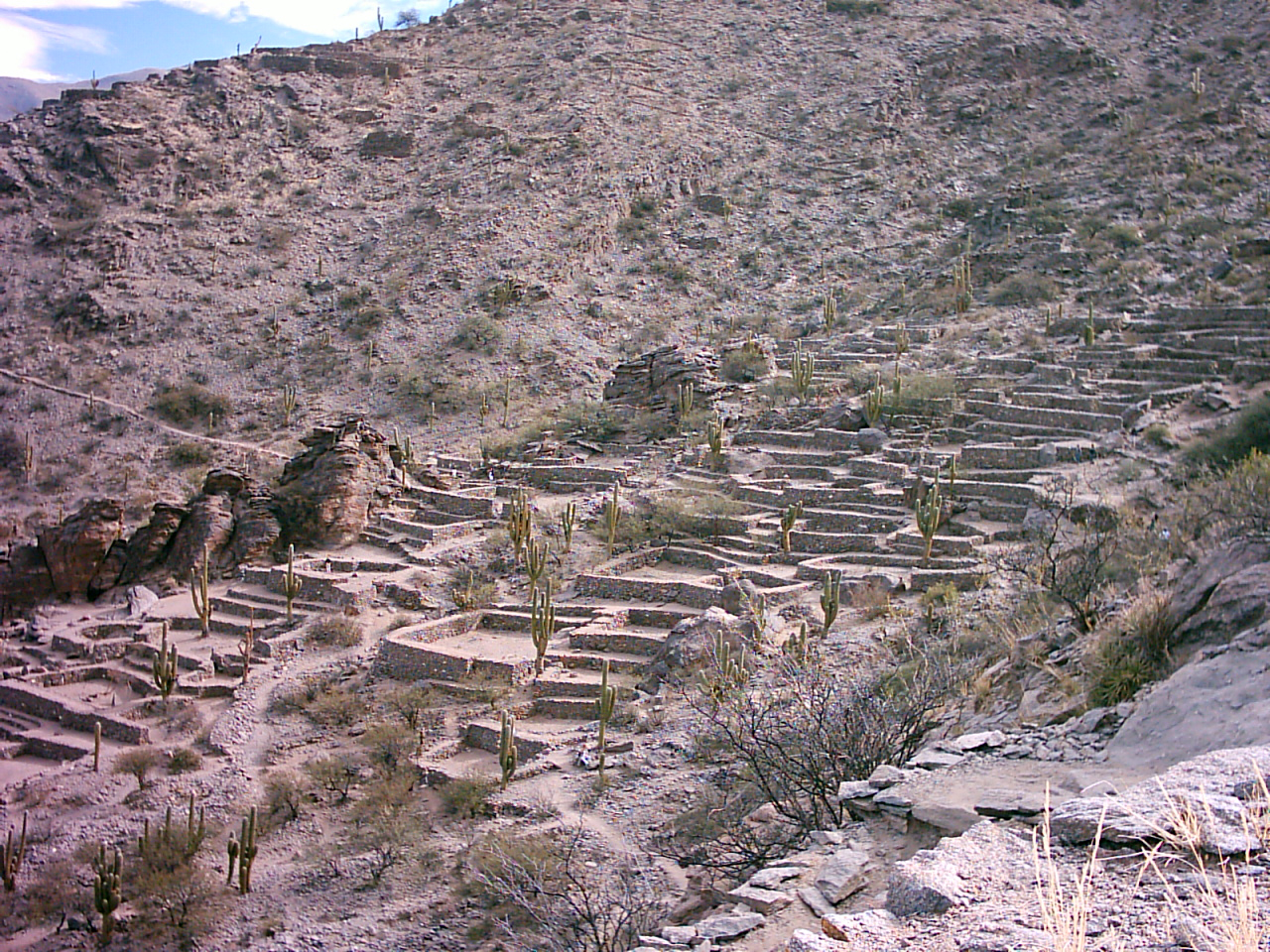
Ruínas da civilização Quilmes, Província de Tucumán.

Os quilmes eram uma tribo indígena do grupo diaguita que se estabeleceu nos vales ocidentais dos Andes, atual província de  Tucumán, no noroeste da Argentina. Eles se auto-denominavam pacciocas (ou paziocas). 
Resistiram ferozmente às invasões dos incas no século XV. Após uma breve anexação ao Império Inca, durante o governo de imperador Túpac Yupanqui, eles receberam autorização para continuar seu modo de vida mais ou menos como sempre fizeram e para preservarem sua língua e religião. Continuaram a resistir aos espanhóis durante 130 anos, até serem derrotados em 1667. Os invasores espanhóis transferiram os 2.000 sobreviventes para uma reserva ("reducción") a 20 km ao sul de Buenos Aires. Esta viagem de 1.500 km foi feita a pé, causando centenas de mortes entre os quilmes. Em 1810, a reserva foi abandonada, tornado-se uma cidade fantasma. Os sobreviventes finalmente se estabeleceram no que é hoje a cidade de Quilmes.

## Língua e religião
Praticavam o culto à Pacha Mama (ou Mãe Terra) combinado com a fé católica introduzida pelos conquistadores espanhóis.
A língua original dos quilmes, cacán, perdeu-se por completo como uma língua falada.

## Extinção
Acredita-se que foram extintos em 1812, quando o governo recém-independente argentino declarou "povo livre" os habitantes da "reducción". Hoje, restam apenas poucos descendentes mestiços vivendo na Província de Tucumán.

## Ruínas
No caminho para Cafayate, a 182 km de San Miguel de Tucumán, as ruínas dos quilmes podem ser vistas, esta é uma cidadela fortificada que foi levantada pelo povo indígena quilmes. Um dos locais arqueológicos mais importantes da Argentina, as ruínas foram descobertas pelo etnógrafo e naturalista argentino Juan Bautista Ambrosetti em 1908 e restauradas em 1978. Desde 2007, este sítio arqueológico está em mãos privadas, e tem um hotel privado em seu território.